# Comunità di Scelta Democratica
     Membri
     Osservatori

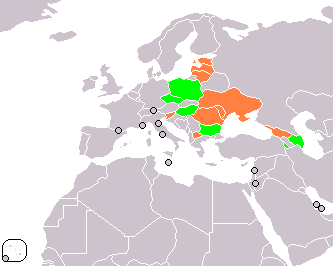
Comunità di scelta democratica
Membri
Osservatori

La Comunità di Scelta Democratica è un'organizzazione internazionale fondata il 2 dicembre 2005 da nove stati dell'Europa orientale a Kiev. Fu approvata principalmente dalle nazioni appartenenti alle regioni tra Mar Baltico, Mar Nero e Mar Caspio ("I tre mari") e il suo principale obiettivo è la promozione della democrazia, dei diritti dell'uomo e del dominio della legge.

## Paesi membri
- Membri fondatori:
  -  Estonia
  -  Georgia
  -  Lettonia
  -  Lituania
  -  Macedonia del Nord
  -  Moldavia
  -  Romania
  -  Slovenia
  -  Ucraina
- Nazioni/organizzazioni osservatori
  -  Azerbaigian
  -  Bulgaria
  -  Polonia
  -  Rep. Ceca
  -  Stati Uniti
  -  Ungheria
  -  Unione europea
  - OCSE

## Incontri
- 1º-2 dicembre 2005: Kiev, Ucraina
- 9-10 marzo 2006: Tbilisi, Georgia
- maggio 2006: Vilnius, Lituania